# ノヴァトゥス・ミロシ
ノヴァトゥス・ディスマス・ミロシ（Novatus Dismas Miroshi, 2002年9月2日 - ）は、タンザニア・タンガ州タンガ出身のプロサッカー選手。スュペル・リグ・ギョズテペSK所属。ポジションはMF。

## クラブ経歴
2020年にマッカビ・テルアビブFCと契約。翌2021年にトップチーム昇格と同時にベイタル・テルアビブFCへのローン移籍が決定。2021-22シーズンは2部リーグのリーガ・レウミットでプレー。
2022年8月22日、SVズルテ・ワレヘムとの3年契約に合意。加入後はトップリーグでのプレーとなり、先発に定着。
2023年9月1日、FCシャフタール・ドネツクとの1年間のローン移籍に合意した。
2024年7月23日、ギョズテペSKに4年契約で移籍した。

## 代表経歴
2021年にモーリタニアで開催されたアフリカ U-20ネイションズカップにU-20のタンザニア代表で出場。同年9月にフル代表初招集。2日の2022 FIFAワールドカップ・アフリカ予選のコンゴ民主共和国代表戦で先発出場し、代表デビュー。以降同国代表の主軸として定着している。